# Štefánikova hvězdárna
Štefánikova hvězdárna v Praze je hvězdárna na vrchu Petříně v nejjižnějším cípu Hradčan, určená široké veřejnosti a sloužící především popularizaci astronomie. Byla zprovozněna v roce 1928 a v současné době je provozována příspěvkovou organizací Hvězdárna a planetárium hlavního města Prahy.
Hvězdárna je pro návštěvníky otevřena v proměnlivém režimu v závislosti na délce dne v různých ročních obdobích. Základem provozu je pozorování ve večerních hodinách (pozorování planet, Měsíce a objektů hlubokého vesmíru), o víkendech, během svátků a v letním období je pak otevírací doba rozšířená i do denních hodin (pozorování Slunce, slunečních skvrn, Venuše a dalších objektů). Pro školy i veřejnost hvězdárna pořádá řadu přednášek, výstav a dalších aktivit. Mládež se může účastnit astroškoličky, astronomického kroužku a starší zájemci pak dvouletého astronomického kurzu.

## Historie
Záměr zřídit v Praze nebo v blízkosti Prahy lidovou hvězdárnu přístupnou členům a hostům schválila Česká astronomická společnost jako druhý bod svých stanov již při svém vzniku. Finanční situace společnosti a chybějící úřední povolení ale neumožňovaly v realizaci záměru pokračovat. Jako provizorní pozorovací stanoviště v letech 1920–1922 sloužila umělá jeskyně v dnešních Havlíčkových sadech. V té době ale již existoval název budoucí hvězdárny. Na návrh dr. Hraše bylo po tragické smrti astronoma a politika Milana Rastisava Štefánika vybráno právě jeho jméno.
Činovníci České astronomické společnosti v té době jednali s magistrátem Prahy o vybudování hvězdárny. Z uvažované výstavby na Petříně v této době ještě sešlo. Na návrh Správy technického muzea měla být hvězdárna součástí nové budovy na Letné: dle studie z roku 1925 budově muzea dominovala věž s kopulí. I z tohoto záměru postupně sešlo. V roce 1926 byl vybrán náhradní pozemek v Riegrových sadech. Také tento záměr nebyl realizován, neboť nová budova Sokola na témže místě by významným způsobem bránila pozorování. V této době byly dalekohledy umístěny v Astronomické věži v Klementinu, odkud se také pozorovalo.

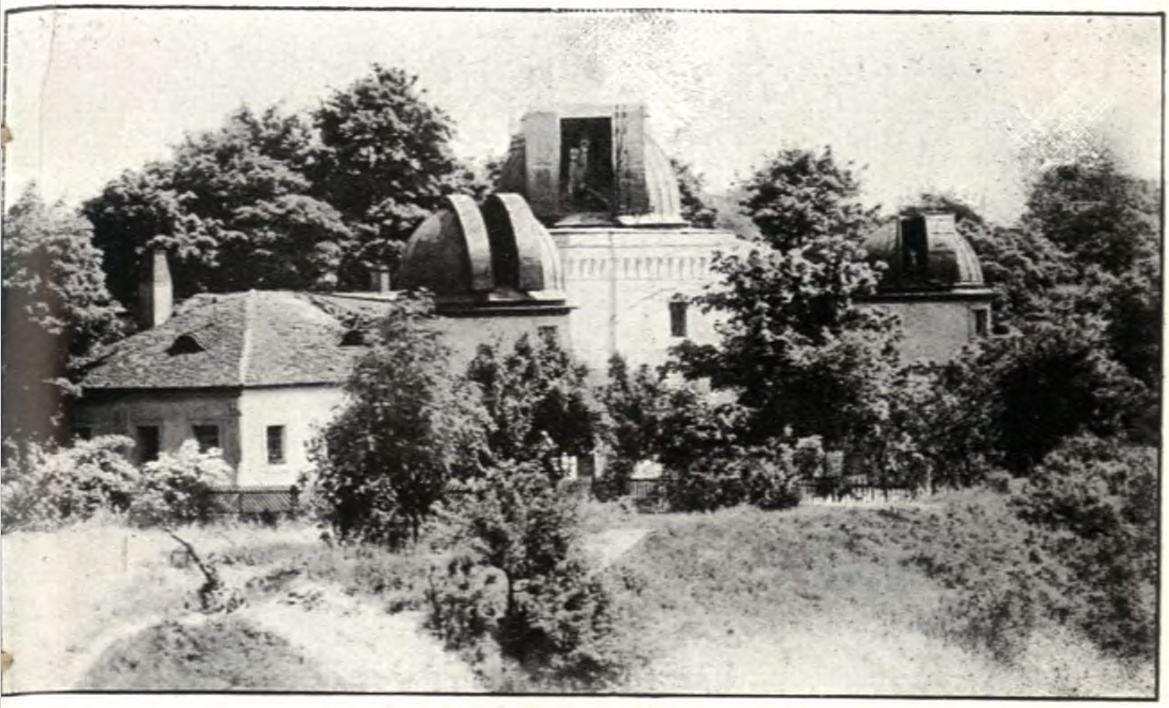
Lidová hvězdárna Štefánikova po ukončení stavby v zeleni jara r. 1930.

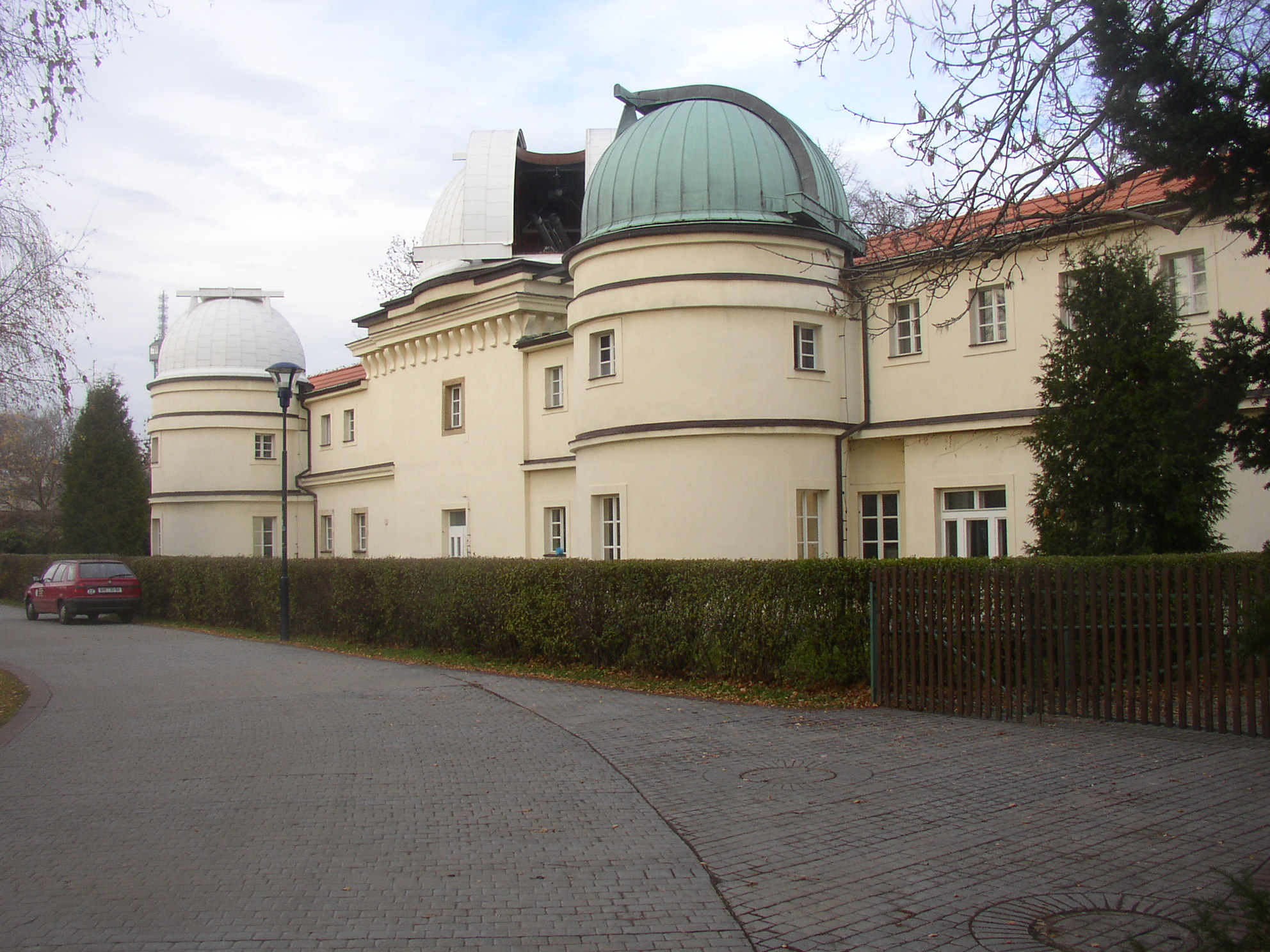
Štefánikova hvězdárna od jihu

K posunu došlo v roce 1927, kdy se podařilo najít vhodný pozemek. Byl jím obecní domek č.p. 205 a přilehlý pozemek u Hladové zdi, který město Praha věnovalo pro účely zbudování hvězdárny. Pozemek i stavbu budovy financovalo město Praha, Česká astronomická společnost (ČAS) pak měla zajišťovat provoz hvězdárny. Ještě téhož roku v říjnu byla započata stavba hvězdárny dle návrhu Václava Veselíka z Dobřichovic, člena ČAS,  a její východní křídlo s kopulí bylo slavnostně otevřeno 24. června 1928.Již v dubnu byl oficiálně schválen název Lidová hvězdárna Štefánikova a sídlo společnosti bylo přeneseno sem. Pro veřejnost byla, zatím jen s východní a nově dokončenou západní kopulí, zpřístupněna 1. května 1929. Stavebně byla hvězdárna dokončena ještě o rok později, kdy byla dostavěna kopule hlavní. Na jaře roku 1930 byl v hlavní-centrální kopuli namontován velký dvojitý Zeissův astrograf z pozůstalosti po Rudolfu Königovi. V pilíři hlavního dalekohledu jsou uloženy urny Jaroslava Štycha a Karla Anděla – českých astronomů, kteří měli hlavní podíl na vybudování této hvězdárny.

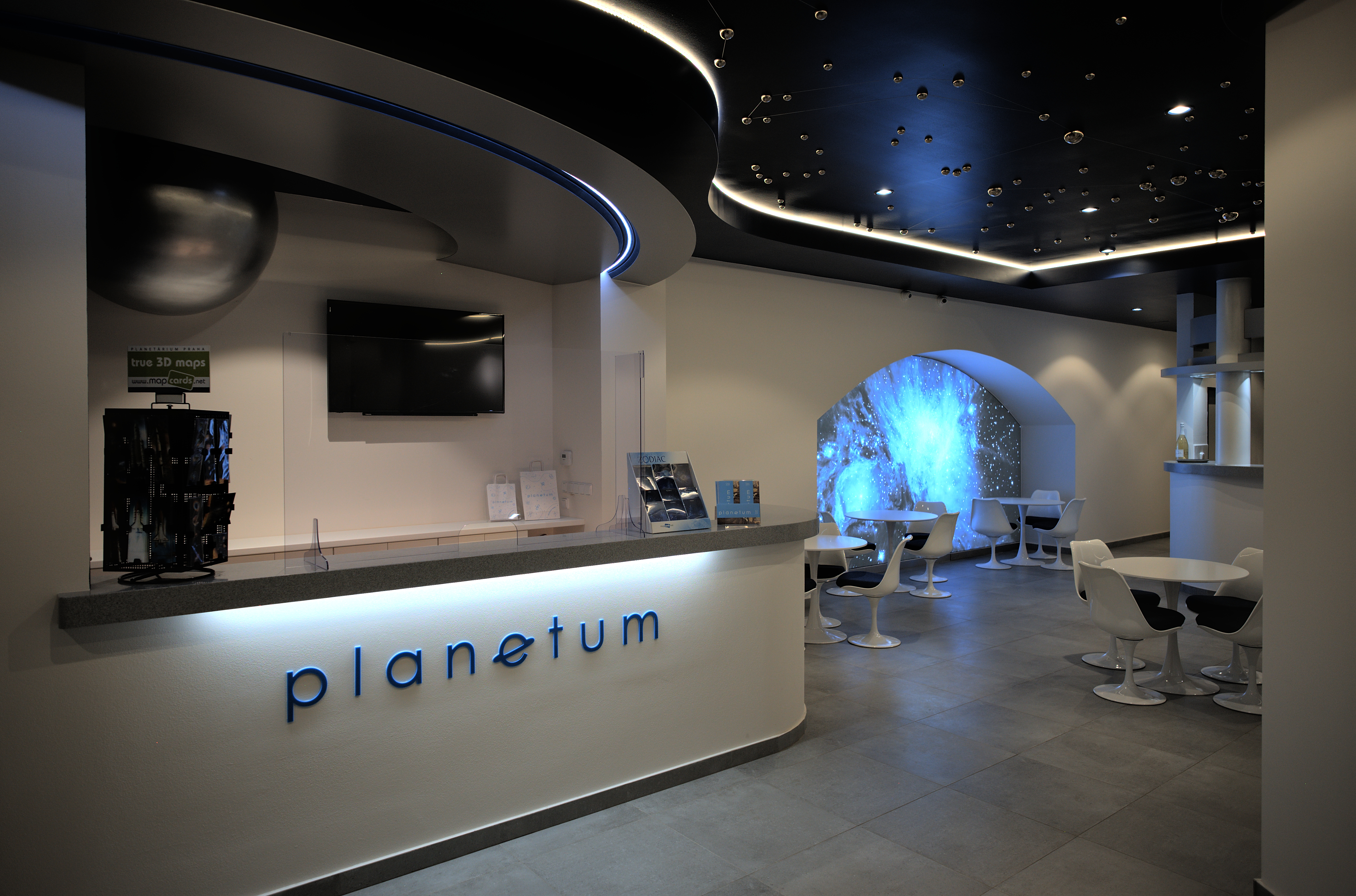
Nový vchod hvězdárny s recepcí po přestavbě z roku 2018

V sedmdesátých letech 20. století prošla velkou rekonstrukcí. Zásluhu na její přípravě a prosazení měl především její tehdejší dlouholetý ředitel Oldřich Hlad. Mělo dokonce dojít k její velké přestavbě, která se však z více důvodů neuskutečnila, hlavním důvodem bylo seškrtání rozpočtu, dále pak budova byla prohlášena kulturní památkou.
Od roku 1979 je hvězdárna součástí příspěvkové organizace Hvězdárna a planetárium hlavního města Prahy. Kromě této hvězdárny patří do této organizace i Planetárium Praha a Hvězdárna Ďáblice. V roce 1973 vzniklo  společné pracoviště s Hvězdárnou a planetáriem České Budějovice – Koperníkova kopule na Hvězdárně Kleť, pro které Štefánikova hvězdárna poskytla kopuli a dalekohled.
Historicky na hvězdárně fungovala odborná knihovna v přízemí budovy. Prostory knihovny a bývalé dílny po roce 2018 prošly přestavbou a byly otevřeny návštěvníkům. Nově je součástí budovy i stravovací zařízení Astrobistro.

## Dalekohledy a pozorovatelny

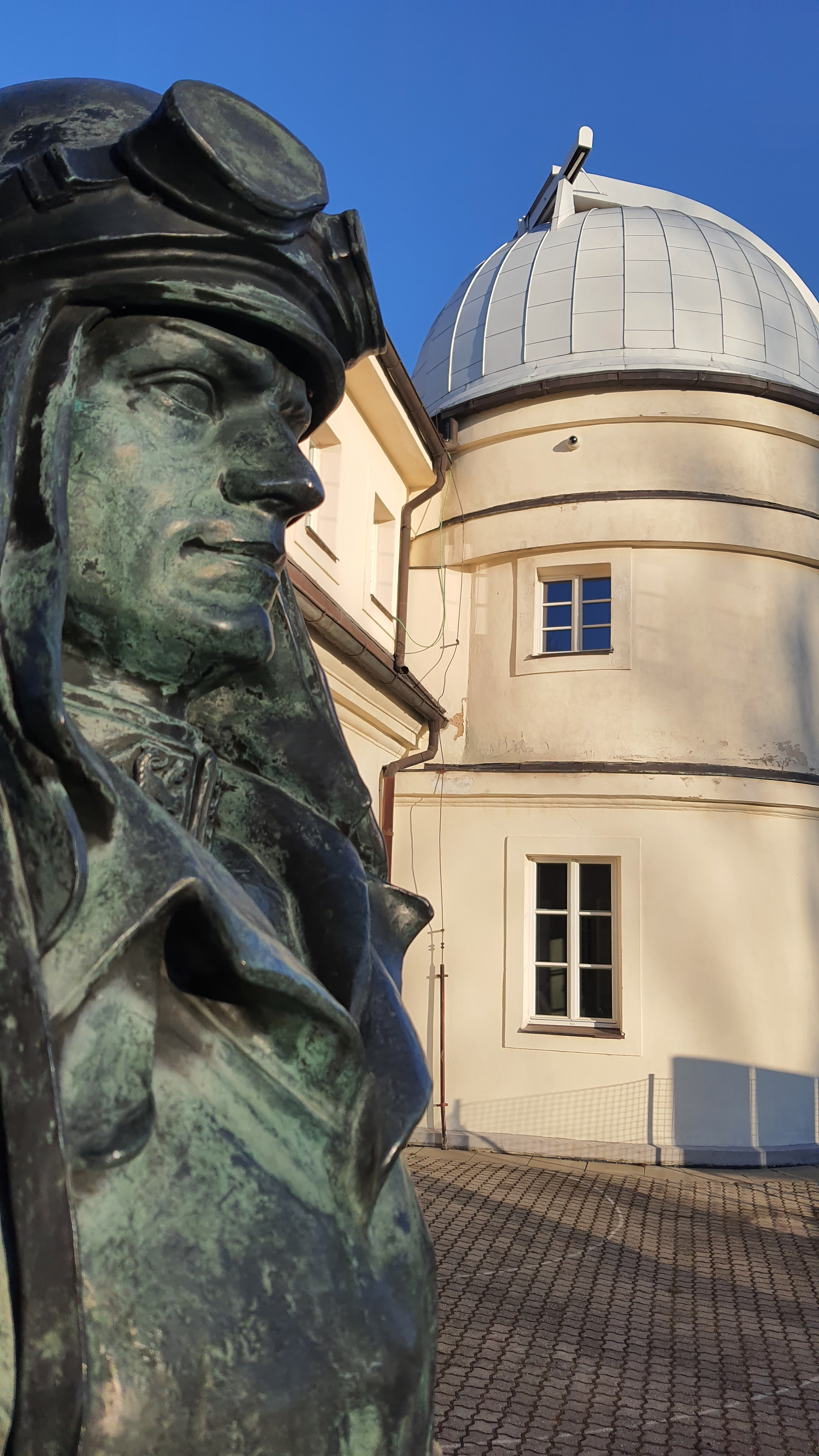
Detail sochy Milana Rastislava Štefánika u hvězdárny

### Hlavní kopule
Hlavní kopule o průměru 7,5 metru se v roce 1930, kdy byla dokončena, stala dominantním prvkem budovy hvězdárny. Kopule spočívá na betonovém věnci na původní hranolové věži středověkého městského opevnění - Hladové zdi, která tvoří zadní stěnu budovy hvězdárny. Středem této věže prochází 15 m vysoký masivní betonový pilíř, jehož 7,5 m je zapuštěno v zemi, a který poskytuje podporu dalekohledu umístěnému v kopuli.
Pod kopulí byl umístěn Zeissův dvojitý astrograf vyrobený v letech 1905–1907, nazývaný König podle jména jeho původního majitele – vídeňského selenografa Rudolfa Königa. Jedná se dva refraktory o průměrech 180 mm a 200 mm a ohniskových vzdálenostech 3450 mm a 3000 mm umístěné paralelně na tzv. vyvážené Mayerově montáži konstruované a vyráběné firmou Zeiss. Přístroj se využívá především pro pozorování Slunce, Měsíce a planet. V dubnu roku 2022 byl dalekohled demontován a odvezen na generální renovaci německé Jeny. Tuto renovaci provedla firma -4H-JENA engineering GmbH. O dva roky později, v dubnu 2024, byl dalekohled za pomocí jeřábu znovu umístěn do rekonstruované Hlavní kopule a pro veřejnost slavnostně zpřístupněn 4. 5. 2024.
Soustava dalekohledů je v současnosti vybavena ještě chromosférickým dalekohledem o průměru 150 mm od firmy LUNT, který umožňuje pozorovat sluneční protuberance.

### Západní kopule
V západní kopuli se od roku 1976 nacházel Zeissův Maksutov-Cassegrain – katadioptrický reflektor s průměrem zrcadla 370 mm (vyrobený r. 1967 pro Varšavu). Na hvězdárnu byl zakoupen počátkem sedmdesátých let za 556 000 devizových korun a v provozu vydržel čtyřicet osm let. Tento dalekohled, familiárně zaměstnanci nazývaný Buřt, byl darován Hvězdárně J. Trnky ve Slaném.
Od roku 2024 je v západní kopuli umístěn moderní fotografický dalekohled Celestron RASA 11", který byl v průběhu renovace dalekohledu König dočasně umístěn v hlavní kopuli. Tento speciální přístroj pro digitální astrofotografii byl opatřen citlivou barevnou astronomickou kamerou ZWO ASI 533 a filtry na potlačení světelného znečištění. Návštěvníkům umožňuje na obrazovce pozorovat slabé a plošné objekty hlubokého vesmíru (galaxie, mlhoviny a hvězdokupy), které by při pohledu do běžného dalekohledu okem na světelně znečištěné velkoměstské obloze nebyly pozorovatelné. 

### Východní kopule
Vznikla jako vůbec první kopule a byl v ní umístěn Zeissův Hledač komet, první velký dalekohled pořízený pro Štefánikovu hvězdárnu. Jednalo se o refraktor s průměrem 200 mm, vyrobený v roce 1921. Nyní se ve východní kopuli nachází dalekohled MEADE LX200 16" – moderní katadioptrický reflektor Schmidt-Cassegrain s průměrem zrcadla 406 mm.

### Pozorovací domeček
Do pozorovacího domečku s posuvnou střechou byl později přesunut Hledač komet. V současné době je vybaven dvěma dvousetmilimetrovými zrcadlovými dalekohledy typu Newton a menším 150 mm vizuálním dalekohledem Maksutov-Cassegrain.

## Galerie

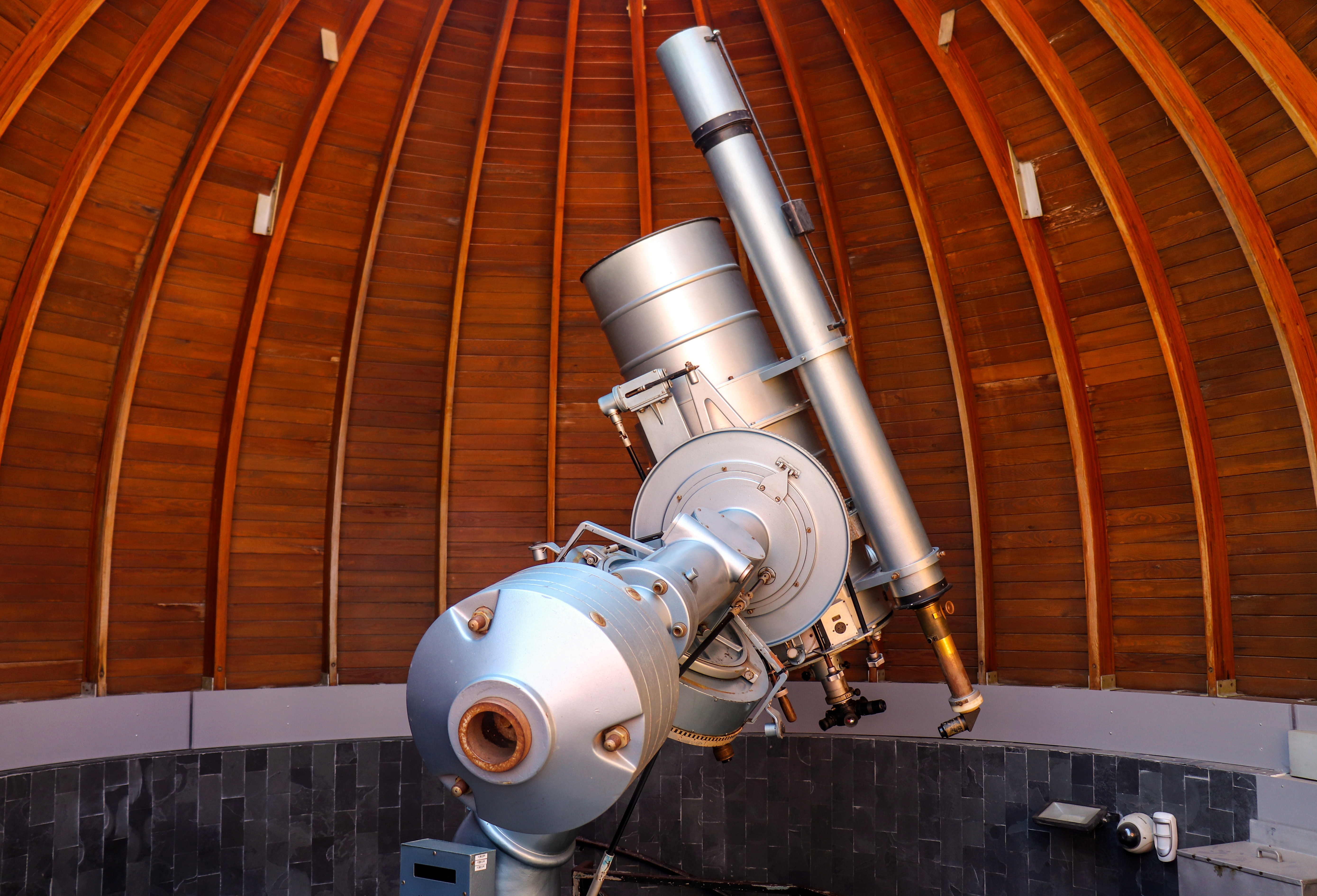
Dalekohled Buřt umístěný do roku 2024 v západní kopuli.
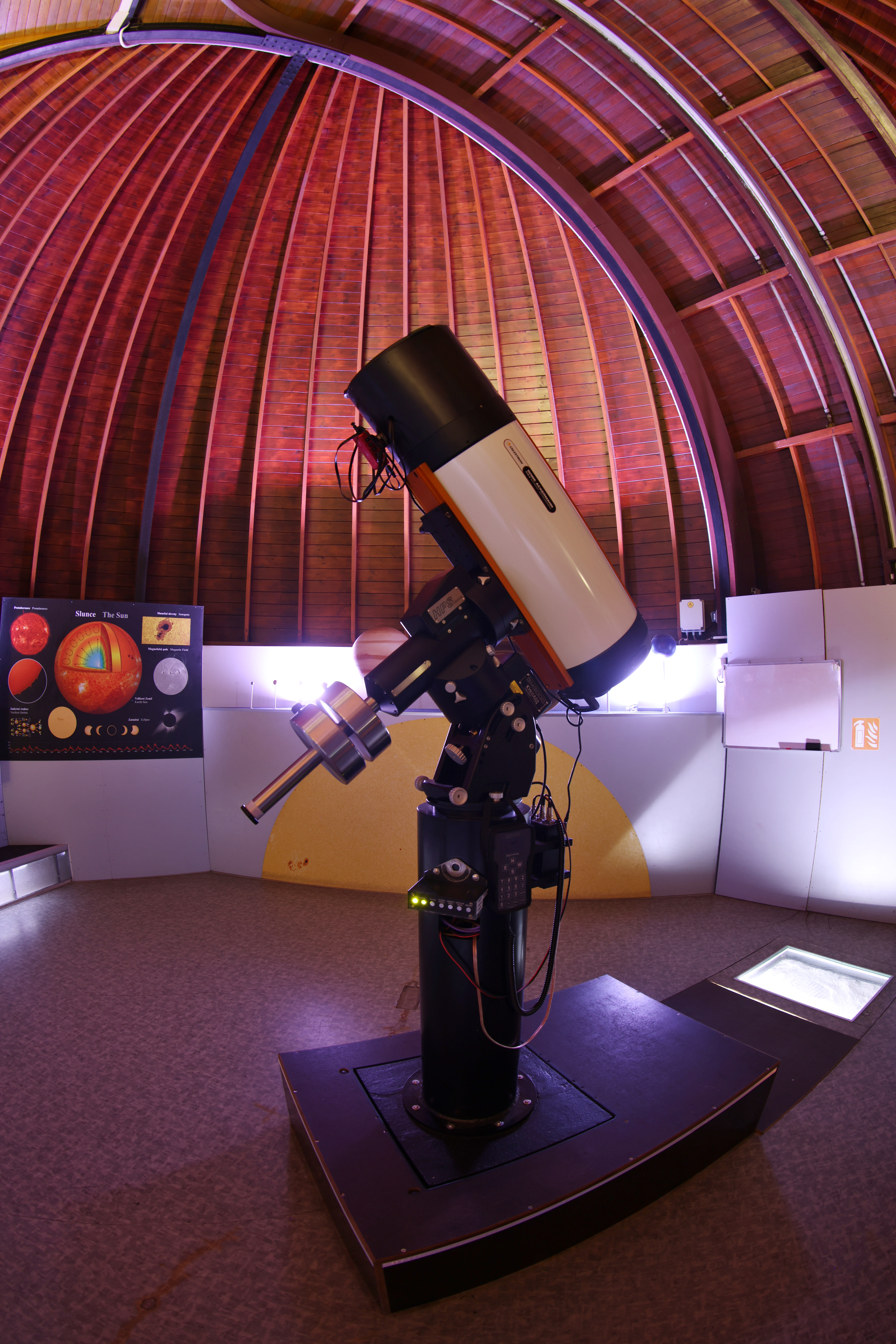
Dalekohled Celestron RASA 11" v hlavní kopuli v roce 2022
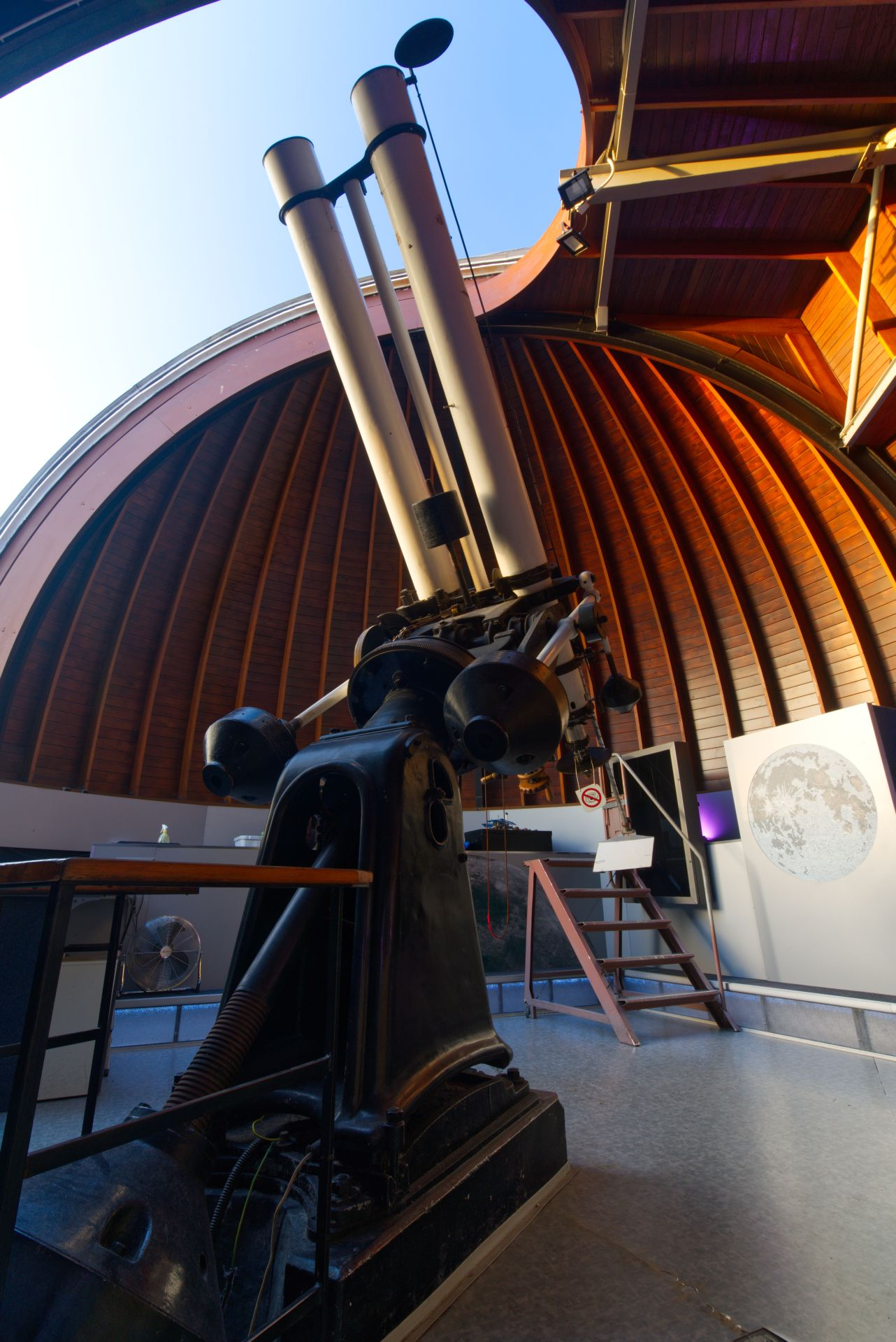
Dvojitý Zeissův astrograf v hlavní kopuli před rekonstrukcí
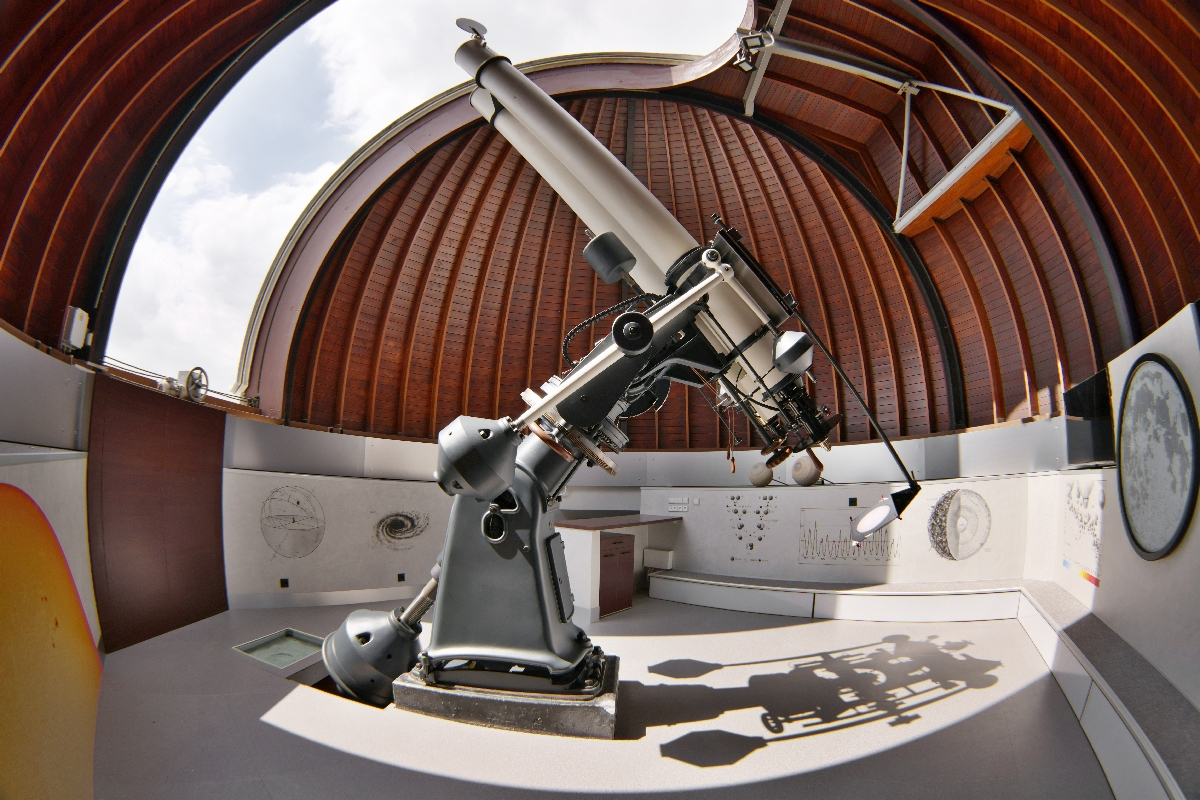
Dvojitý Zeissův astrograf v po renovaci, v roce 2024